# Tema del Peloponeso
El tema del Peloponeso (en griego: θέμα Πελοποννήσου) fue una provincia civil-militar bizantina (tema) abarcando la península del Peloponeso en el sur de Grecia. Fue establecido tras 800 y su capital era Corinto.

## Historia

### Poblamientos e invasiones eslavas
De 27 a. C. hasta el fin del siglo VI, el Peloponeso formó parte de la provincia de Acaya, que durante Antigüedad Tardía comprendía también las partes orientales de Grecia Central. Su capital era Corinto.
Desde 580, según la Crónica de Monemvasía, las invasiones eslavas que afectaban a los Balcanes llegaron a la península, y causaron el abandono de los centros urbanos de la Antigüedad en favor de ubicaciones costeras o remotas como Monemvasía, mientras los habitantes de  ciudades como Patras emigraban a Italia. Junto a declaraciones de  cronistas medievales como Isidoro de Sevilla y Constantino Porfirogéneta sobre que Grecia había caído ante los eslavos, los académicos originalmente supusieron un derrumbe total de la administración imperial, no repuesta completamente hasta dos siglos después. La evidencia escrita es parcialmente confirmada por varias monedas de las décadas de 570/580 y comienzos del siglo VII, que atestiguan dos grandes olas de convulsión con picos en 587, fecha proporcionada por la Crónica, y el reinado de Heraclio (r. 610-641). Otros registros escritos y evidencias toponímicas y arqueológicas, por otro lado, muestran que la invasión eslava se centró en la mitad occidental de la península abarcando las llanuras fértiles de Élide y Mesenia, Acaya y la altiplanicie de Arcadia, mientras la autoridad bizantina sobrevivió en las partes orientales de la península, más montañosas, así como en varios baluartes costeros, incluyendo Patras. No obstante, la rápida rehelenización de la península en el  siglo IX muestra que una gran población de habla griega había subsistido en las áreas invadidas por los eslavos.

### Formación y evolución del tema
En algún momento entre 687 y 695, todo el territorio imperial restante en Grecia del sur fue reorganizado bajo el nuevo tema de la Hélade, con un carácter fuertemente marítimo al estar compuesto de territorios costeros. En aproximadamente 800, el Peloponeso fue separado de Hélade con Corinto como capital. La formación de la provincia se vincula con la restauración del gobierno bizantino sobre las tribus eslavas gracias a las victorias del estratego (gobernador militar) Esclero en 805, como registra la Crónica de Monemvasía, y con el fracaso de un asedio eslavo de Patras en la misma época. El emperador Nicéforo I (r. 802-811) continuó estos éxitos con un programa de colonización y cristianización que incluyó el asentamiento de griegos de Italia y Asia Menor.
El primer estratego conocido del Peloponeso es León Esclero, atestiguado en 811 (posiblemente un pariente cercano del Esclero de 805), que podría ser el primer titular del cargo. El estratego del Peloponeso era el primero en la jerarquía "occidental" (i.e. Europea) entre los gobernadores temáticos. Mayoritariamente controlaba las tribus eslavas del interior, con las tribus sometidas a tributo de los Melingos y Ezeritas rebelándose en 840/42 y 921/22, siendo seguidas por sus parientes eslavos de Asia Menor así como la defensa contra las incursiones árabes, frecuentes en los siglos IX y X. Subordinados se encontraban los turmarca a cargo de la defensa costera y un escuadrón naval de cuatro chelandia.
Después de la reconquista bizantina de Creta en 961 y el consiguiente final de su emirato pirata musulmán, el Peloponeso prosperó. Desde finales del siglo X, la administración temática fue a menudo combinada con la de Hélade y para finales del siglo XI esta unión se hizo permanente, con ambas provincias bajo el control del megaduque, comandante en jefe de la armada bizantina. Debido la ausencia de este de la provincia, la administración local quedó en manos del praetor local, cargo a menudo ostentado por altos funcionarios como los juristas Alexios Aristeno y Nicholas Hagiotheodorites. El tema de Hélade-Peloponeso fue subdividido durante el siglo XII en una serie de distritos fiscales más pequeños denominados oria, chartoularata y episkepseis. Los episkepseis eran grandes feudos destinados a individuos, nobles, iglesias o monasterios. Los horia eran distritos con propósito naval, siendo responsables de proporcionar un determinado número de barcos y tripulantes para la marina. Los chartoularata eran distritos bajo cartulario y tenían una finalidad similar para el ejército, debiendo proporcionar cada uno determinados caballos y otros animales y servir como puntos logísticos similares a los antiguos metata y aplekta. Estos últimos parecen corresponder con zonas de población eslava mientras que los horia solo constan en Grecia, y parecen haber tenido su centro en Larisa, Tebas y Euripo, Atenas, Corinto y Patrás.
El Peloponeso permaneció bajo control bizantino hasta comienzos del siglo XIII (1205), cuándo entre las consecuencias de la cuarta cruzada se estableció el Principado de Acaya latino.